# Julio Adrião
Julio Adrião (1960) é carioca, ator, produtor e diretor teatral.

## Biografia
Formado pela CAL em 1987, trabalhou seis anos na Itália, com foco no treinamento físico do ator, nas Cias Teatro Potlach de Fara Sabina, Abraxa Teatro e Qabaloquá, ambas de Roma. De volta ao Brasil em 1994, integrou o trio cômico Cia. do público até 2002, atuou, produziu e dirigiu espetáculos de teatro. Com diversas participações em curtas e longas no cinema e séries na TV, ganhou o Prêmio Shell/RJ de melhor ator em 2005, com o espetáculo solo A descoberta das Américas, de Dario Fo. Desde 2007, ministra a oficina O ator no solo narrativo.
No Teatro, trabalhou como ator com os diretores Moacyr Góes, Fábio Junqueira, Lucia Coelho, Mauricio Abud, Isabella Irlandini, Dudú Sandroni, Márcia do Valle, Sidnei Cruz, Alessandra Vannucci, Tim Rescala, Moacir Chaves, Bia Lessa e Ivan Sugahara. Como Diretor, dirigiu Roda saia, gira vida, (Prêmio Mambembe 1994 – 10 melhores espetáculos), a Ópera O Elixir do Amor (UFRJ 1996), o solo Roliude (2009), O casamento de Hermelinda (2011 - Passo Fundo/RS) e Blefes excêntricos (2013).
No cinema, trabalhou com Eduardo Nunes (Sudoeste), José Padilha (Tropa de elite 2), Juliana Reis (Disparos), Luiz Henrique Rios (Meus dois amores), Ives Rosenfeld (Aspirantes), Roberto Berliner (Nise, o coração da loucura), Mauricio Farias (Verônica), Diogo Oliveira e Bruno Laet (O Homem que matou John Wayne), Ruy Guerra (Quase memória e História de um crime), Alex Levy-Heller (Christabel e As Polacas), Felipe Bond (Como você me vê) Geraldo Sarno (Sertânia) e Victor Furtado(Crônica da última cidade).
Na TV, participou das Séries, Amazônia (Marcos Schechtman), As Brasileiras (Tizuka Yamazaki), Locked up abroad – Férias na prisão (Nat Geo/Inglaterra), Poema Sujo (Silvio Tendler), Dois irmãos (Luiz Fernando Carvalho), Liberdade, liberdade (Vinicius Coimbra) e As grandes entrevistas do Pasquim (André Weller), Me Chama de Bruna (TVZero).

## Filmografia

### Teatro
- Heliogábalo, o Anarquista Coroado (Formatura CAL/RJ - 1987)
- The cash and carry international show  (1989/94 - teatro de rua- Itália)
- Bolero Parade (1990 - teatro de rua/Abraxa teatro - Itália)
- Alegorie de caos (1991/93 - teatro de rua - Italia)
- Roda Saia Gira Viva (1994 - teatro de Anônimo/RJ - direção)
- Ten fuzuê na Cumbuca (RJ - 2001)
- Ruzante (2002)
- A Descoberta das Américas (2005-2019)
- O casamento de Hermelinda (2011 - Timbre de Galo/RS - direção)
- Blefes Excêntricos (2013 - Circo Dux/RJ - direção)
- Beija-me como nos Livros (Cia os Dezequilibrados/RJ - 2015/16)
- Utopia D (2017/19)

### Cinema
- Verônica (filme de 2009) (2009)
- Tropa de Elite 2: o Inimigo agora É Outro (2010)
- Sudoeste (filme) (2011)
- Disparos (2012)
- Meus Dois Amores (2015)
- Nise: O Coração da Loucura (2016)
- O Homem Que Matou John Wayne (doc - 2017)
- Como Você Me Vê? (doc - 2018)
- Quase Memória (filme) (2018)
- Christabel (2016)
- As Polacas (2017)
- Aspirantes (2012)
- Sertânia (2018)
- Última cidade (2018)
- Aos Pedaços (2025)

### Televisão
- Amazônia, de Galvez a Chico Mendes (mini série), Rede Globo (2007)
- As Brasileiras (episodio O Anjo de Alagoas), Rede Globo (2012)
- Há muitas noites na noite - Poema Sujo
- Me chame Bruna (2ª temporada)
- As grande entrevistas do pasquim
- Locked up abroad – Férias na prisão
- Dois irmãos (mini serie)
- Liberdade, liberdade (mini serie)
- Terra e Paixão (2024)